# Castello di Banská Bystrica

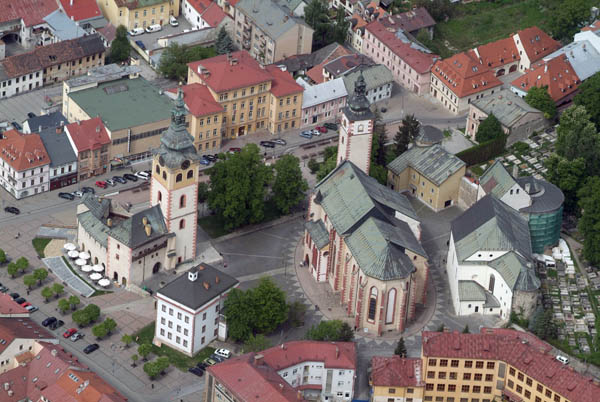
Vista aerea della zona del castello

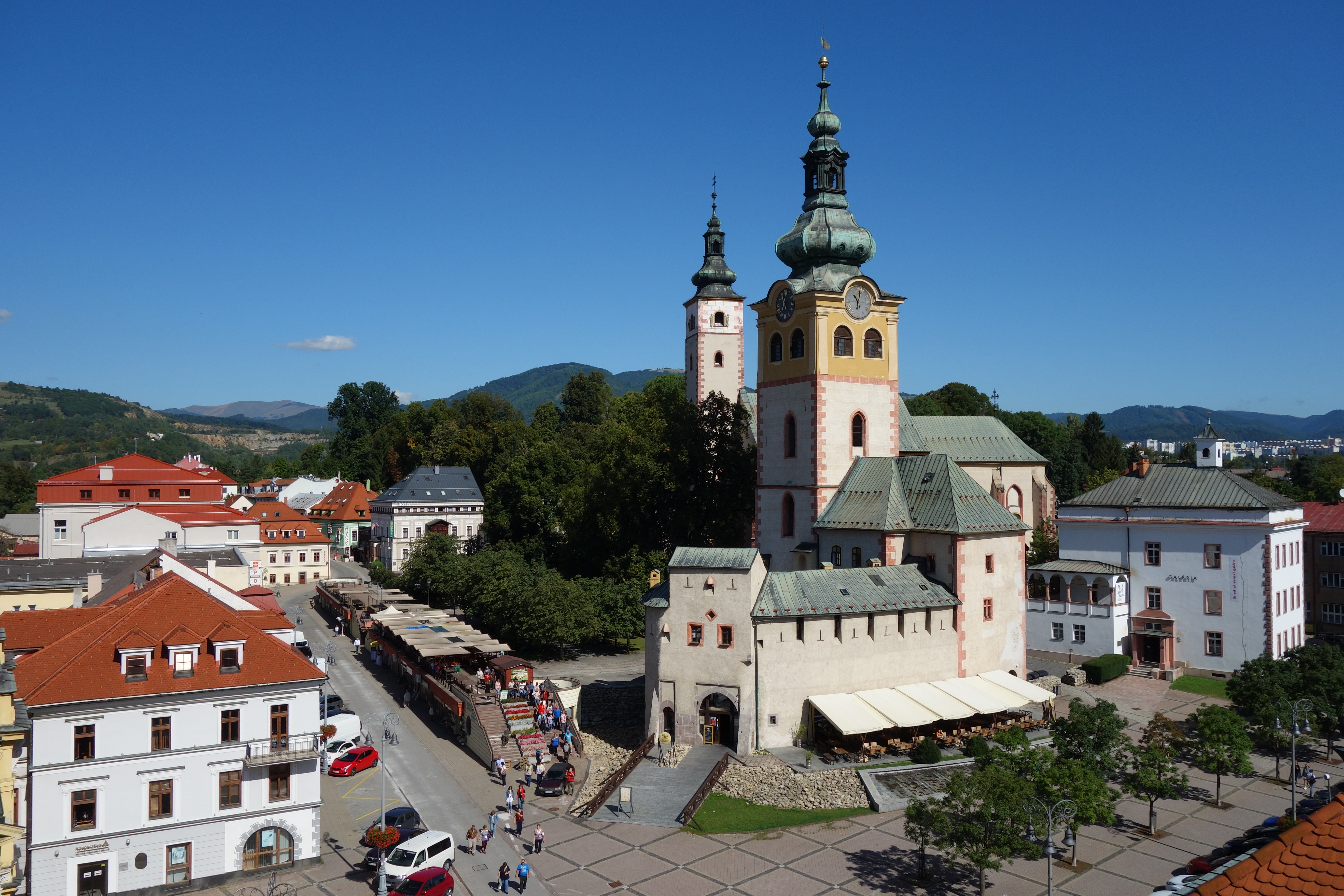
Il barbacane e il vecchio municipio

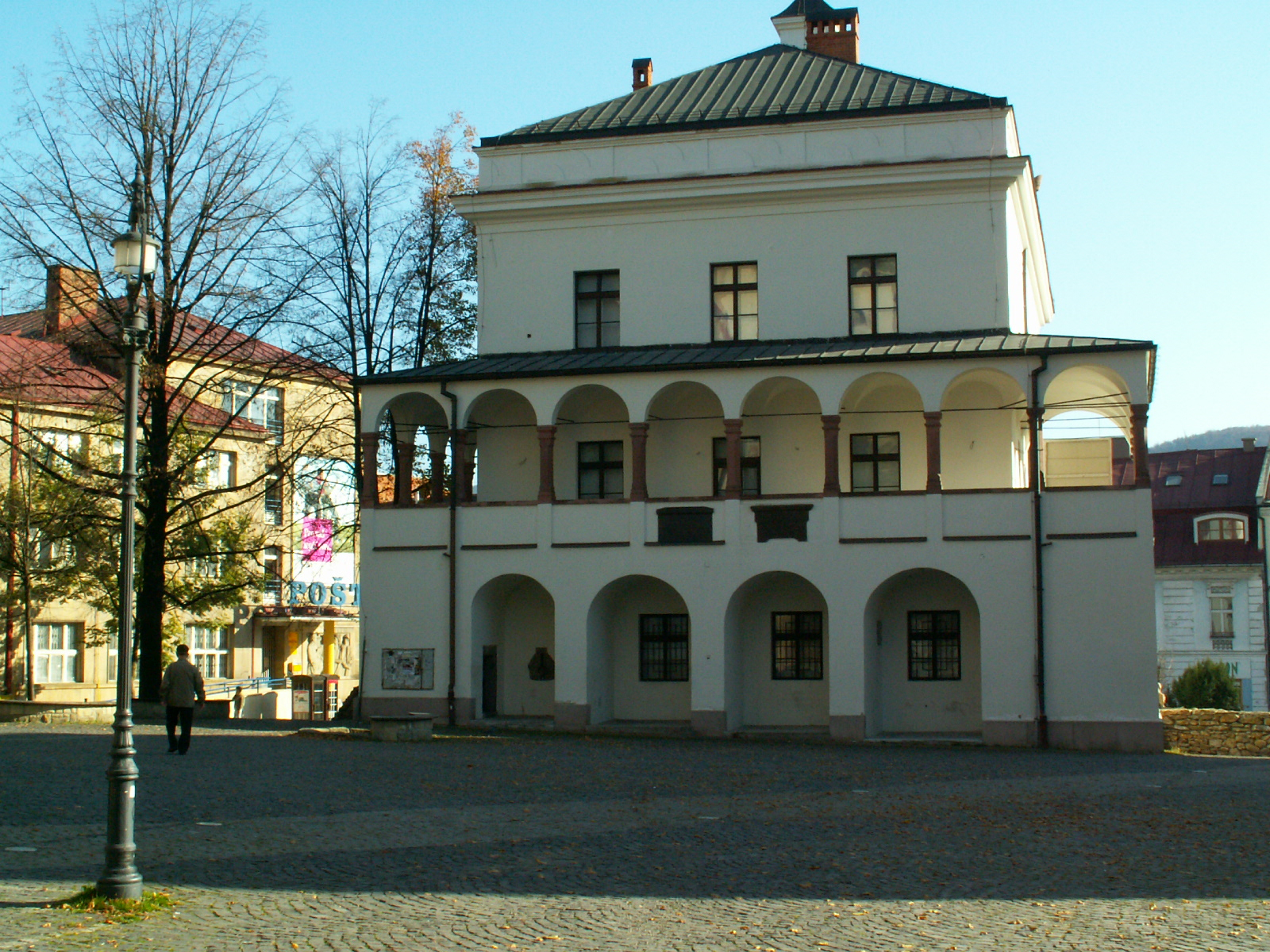
La zona del castello e il nuovo municipio

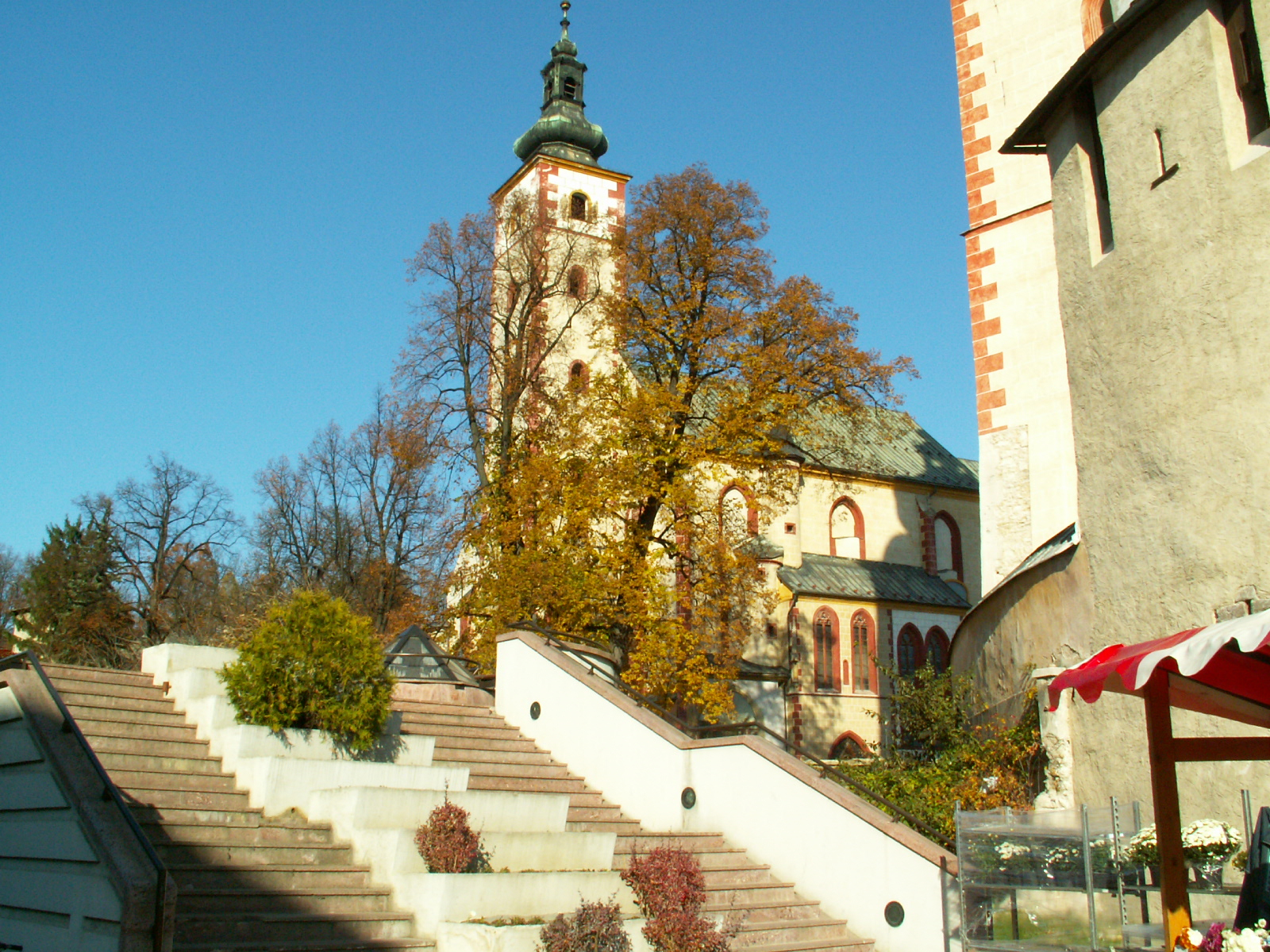
La zona del castello e la chiesa di Santa Croce

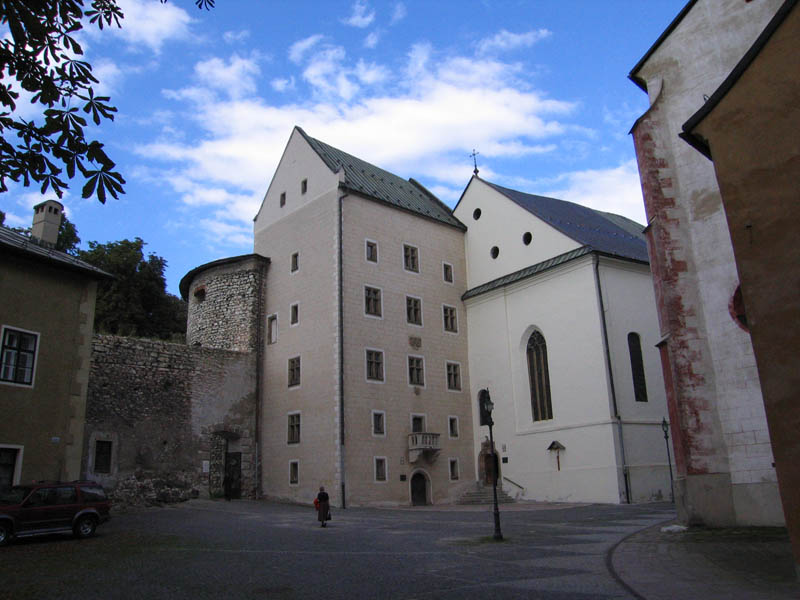
La casa di Matteo Corvino e la chiesa di Santa Croce

Il castello di Banská Bystrica (in slovacco: Mestský hrad v Banskej Bystrici) è un complesso di edifici che domina il paesaggio della città slovacca di Banská Bystrica. Monumento nazionale, è simbolo del suo centro storico, con la tipica silhouette di una coppia di torri a cipolla.  Il complesso si trova in una piccola piazza del centro, poco distante dalla piazza principale della città.

## Storia
Il castello della città fu costruito accanto all'insediamento minerario originario, che precedette la fondazione della città. Già in quel periodo sorgeva la chiesa parrocchiale dell'Assunzione di Maria Vergine, che divenne il centro della nuova fortezza alla fine del Medioevo. La funzione del castello era quella di proteggere i proventi dell'estrazione di metalli preziosi, in particolare rame e argento, e il tesoro reale. Vi risiedeva un rappresentante del re e della chiesa, e vi si riuniva il consiglio comunale. Singoli edifici di diversa funzione sono stati arricchiti da fortificazioni comuni che hanno protetto il patriziato da nemici esterni e disordini interni, soprattutto durante le rivolte minerarie.
Il complesso del castello cittadino è costituito dalla chiesa di Nostra Signora, la casa di Mattia Corvino, la cosiddetta chiesa slovacca, il municipio, l'edificio della parrocchia e le fortificazioni in pietra con bastioni, la porta d'ingresso con il barbacane.
L'edificio più antico è la chiesa parrocchiale di Santa Maria della seconda metà del XIII secolo. In origine era circondata da un cimitero, in cui fino al XIX secolo c'era un ossario romanico.
Gli abitanti di Banská Bystrica, ispirati dal modello del castello di Kremnica, fortificarono nell'ultimo terzo del XV secolo, la zona intorno alla chiesa parrocchiale e costruirono gli altri edifici amministrativi previsti per le città minerarie, la casa gotica di re Mattia Corvino fu costruita nel 1479, il Municipio fu edificato intorno al 1500; poco prima, nel 1492, era stata costruita la chiesa di Santa Croce, chiamata anche chiesa slovacca, perché frequentata soprattutto dagli abitanti slovacchi, con un ricco portale tardogotico. La fortificazione consisteva in un alto muro di pietra e in bastioni circolari. La parte più importante della fortificazione era la porta d'ingresso con il barbacane, costruito nel 1512: vi si accedeva per due porte, una per i carri e una per i pedoni. A quel tempo, la chiesa parrocchiale attraversava una costosa costruzione, che è documentata oggi da un oratorio conservato con una volta ad arco gotico, la cappella laterale di Santa Barbara e l'altare tardogotico del maestro Pavol di Levoča e il fonte battesimale di bronzo tardogotico di maestro Jodok. Di particolare interesse sono i ritratti di santi sotto la volta del presbiterio. L'interno della chiesa era molto prezioso: l'altare maggiore del maestro Pavol di Levoča era forse anche più monumentale di quello di Levoča; subì un devastante incendio nel 1761; nel 1767 fu sostituito da un altare barocco con dipinti dell'importante pittore austriaco Johann Lucas Kracker. La volta in rovina fu sostituita da una nuova volta barocca, con un affresco architettonico nel presbiterio opera di Anton Schmidt del 1767-1770. In questo rifacimento, furono aggiunte le coperture a cipolla delle torri.
Col tempo, il castello incorporò il municipio. Verso la metà del XVI secolo, ha subito una serie di modifiche strutturali che lo caratterizzano ancora oggi. Nel 1546 fu notevolmente ampliato e ricostruito. Poco dopo, negli anni 1564-1565, maestro Peregrinus modificò la facciata, compresa la loggia tardogotica e completò l'edificio con un ultimo piano rinascimentale con merlature a coda di rondine.

## Esterni e interni
La chiesa parrocchiale presenta una caratteristica architettura gotica con una torre romanica risalente ai tempi della costruzione dell'edificio. La pianta è a unica navata, con un presbiterio esteso, e cappelle e oratori su entrambi i lati. Della ricca architettura del tempo si sono conservati frammenti di trafori, ricoperte da decorazioni barocche, frammenti di scene di genere sotto il cornicione, che mostrano i sette peccati capitali, diverse guglie gotiche e il baldacchino. Le finestre della cappella conservavano i trafori tardogotici. Sulla facciata dell'edificio in stile gotico furono dipinti gli spigoli. Tra le migliori opere d'arte all'esterno c'è il rilievo di Cristo sul Monte degli Ulivi (situato nell'angolo della torre) e un torso dell'Annunciazione, risalente al 1500 circa. La navata della chiesa è coperta da volte prussiane. Ha un interno tardobarocco uniforme e dipinti murali. L'adattamento barocco rispettò l'impianto preesistente, specialmente i frammenti tardogotici e l'altezza dei costoloni. Le cappelle laterali, l'oratorio e la sagrestia presentano ricchi esempi tardogotici di volte a croce e a stella. Sono degni di nota l'altare di Santa Barbara, il fonte battesimale gotico, i quadri gotici.
La chiesa di Santa Croce conserva un portale tardogotico della fine del XV secolo inserito nella facciata barocca.
La casa di Mattia Corvino è un edificio multipiano a blocchi quadrati che, nonostante l'adattamento romantico, ha conservato la soluzione originale delle facciate con gli spigoli dipinti.
Il municipio ha subito diverse modifiche, pur mantenendo il suo carattere rinascimentale. L'edificio a blocchi quadrati con un portico colonnato seguiva originariamente la fortificazione del castello. L'ultimo piano originariamente aveva merlature a coda di rondine e fu chiuso in epoca rinascimentale.

## Campane
Sul campanile sono alloggiate tre campane, chiamate General, Median e Special, del peso rispettivamente di 6000 kg, 2500 kg e 1300 kg. 
General e Special suonano tutte le domeniche e le feste alle ore 6:45, 8:15, 10:45 e 16:15. Median invece è rotta.

## Galleria d'immagini

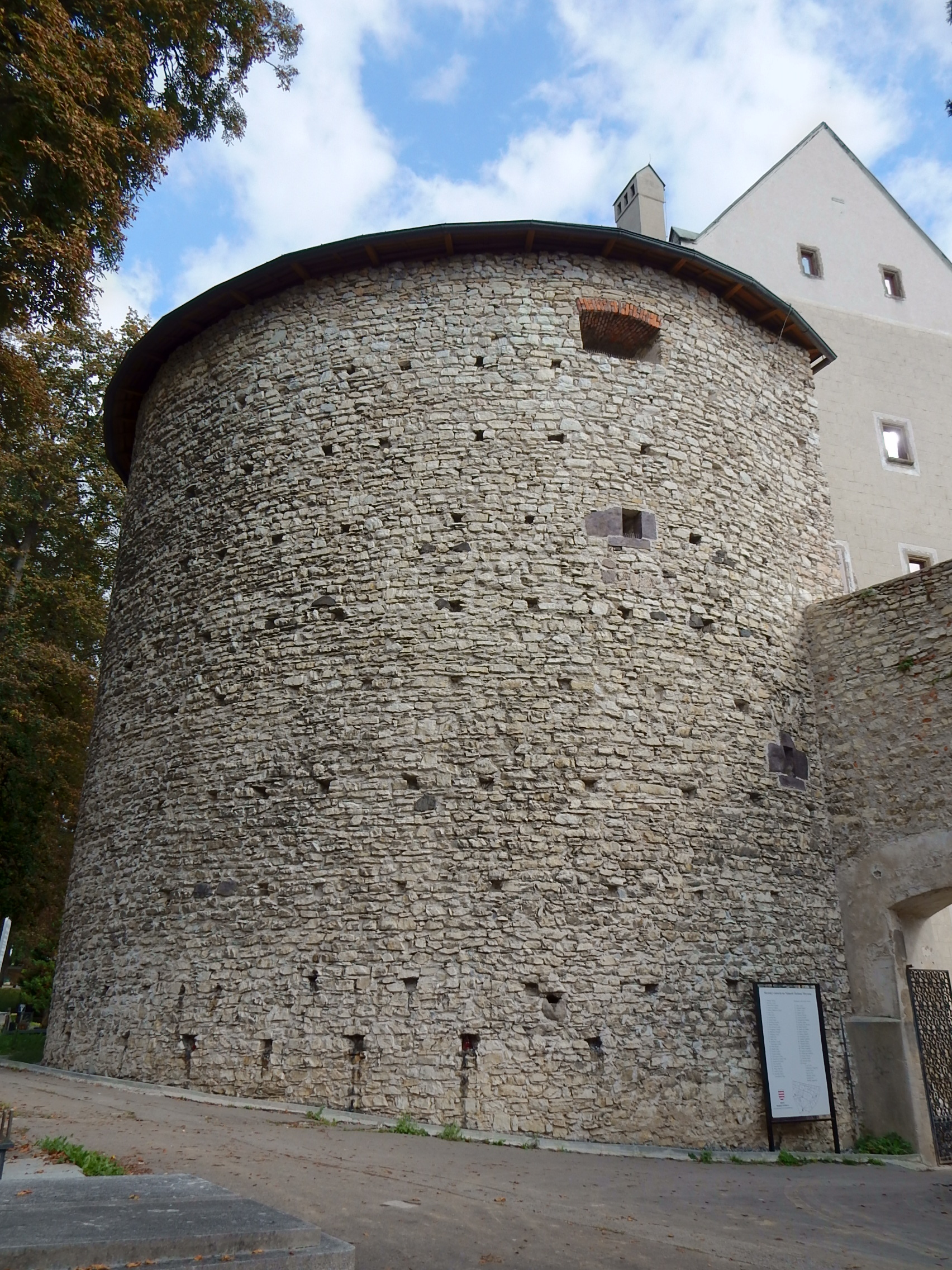
Il bastione dei minatori
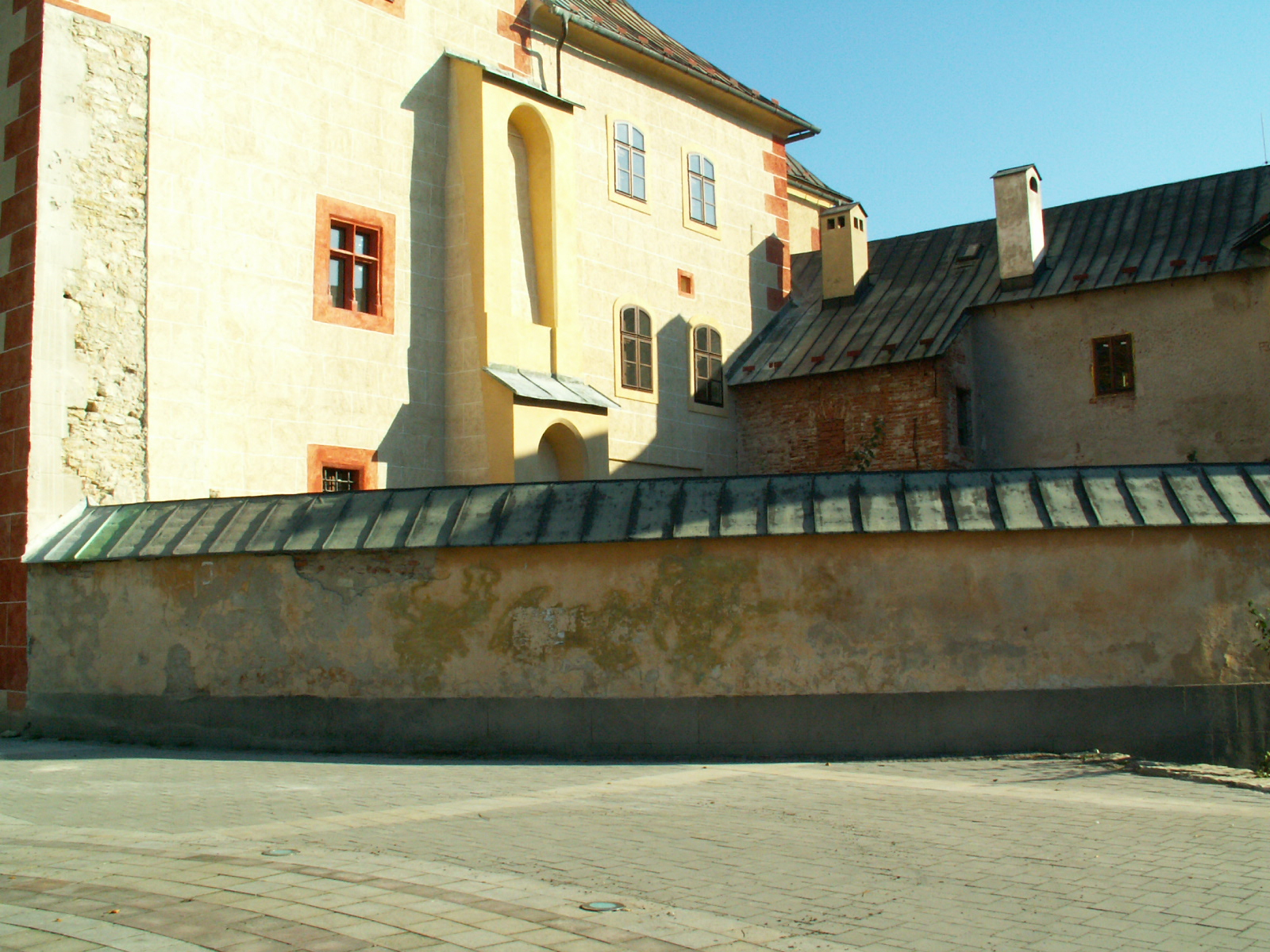
Dettaglio del barbacane
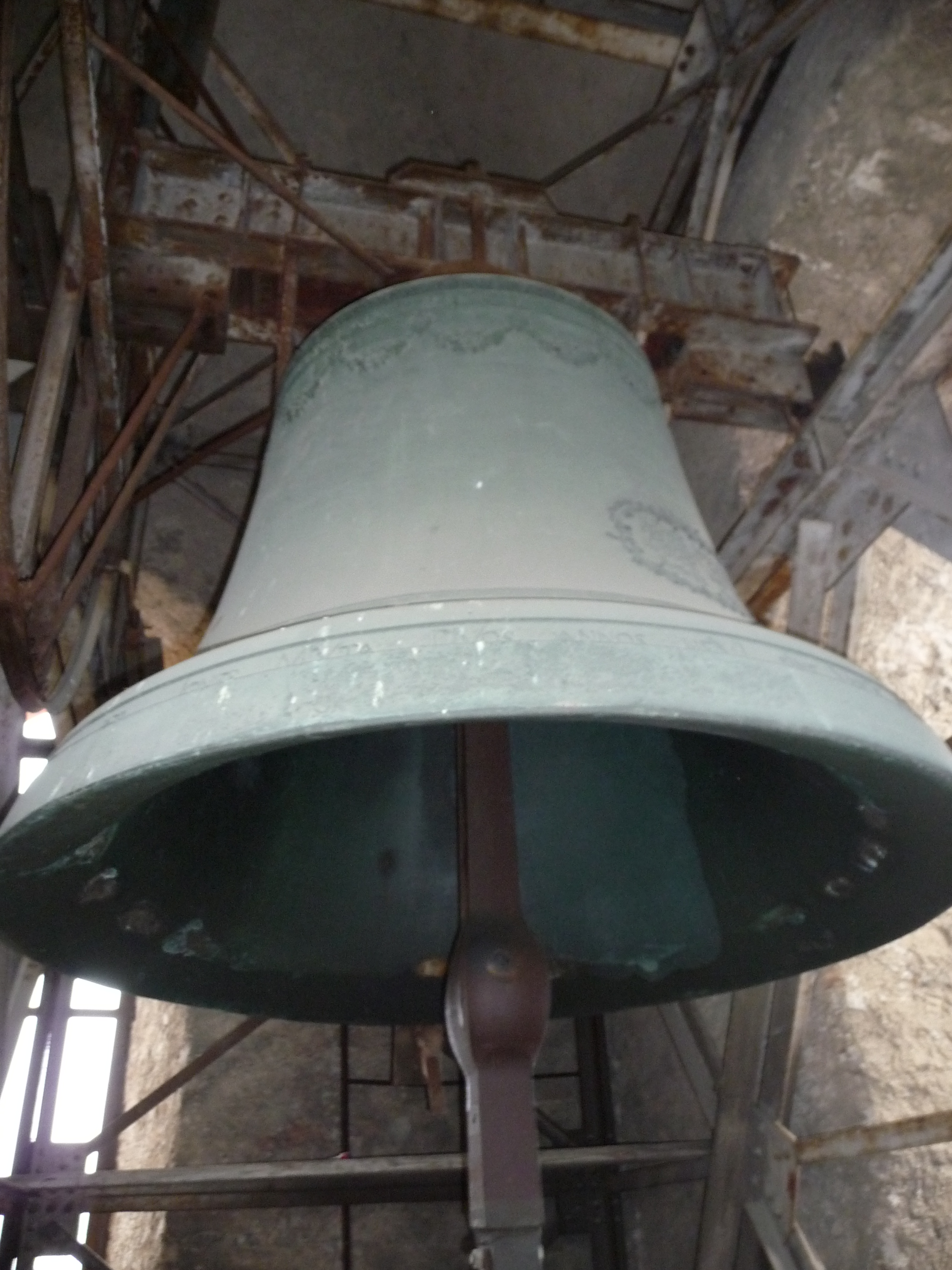
La campana General
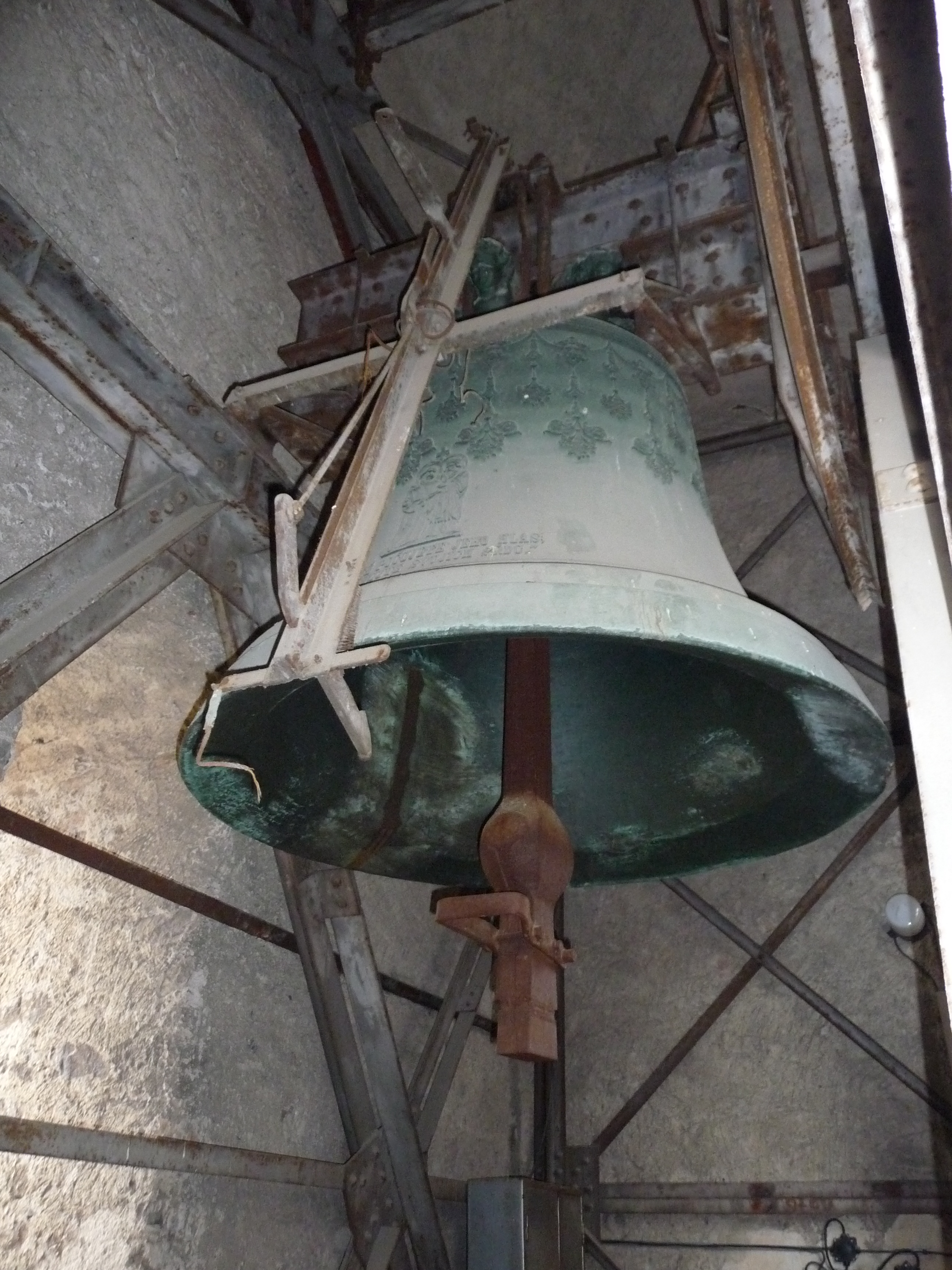
La campana Median
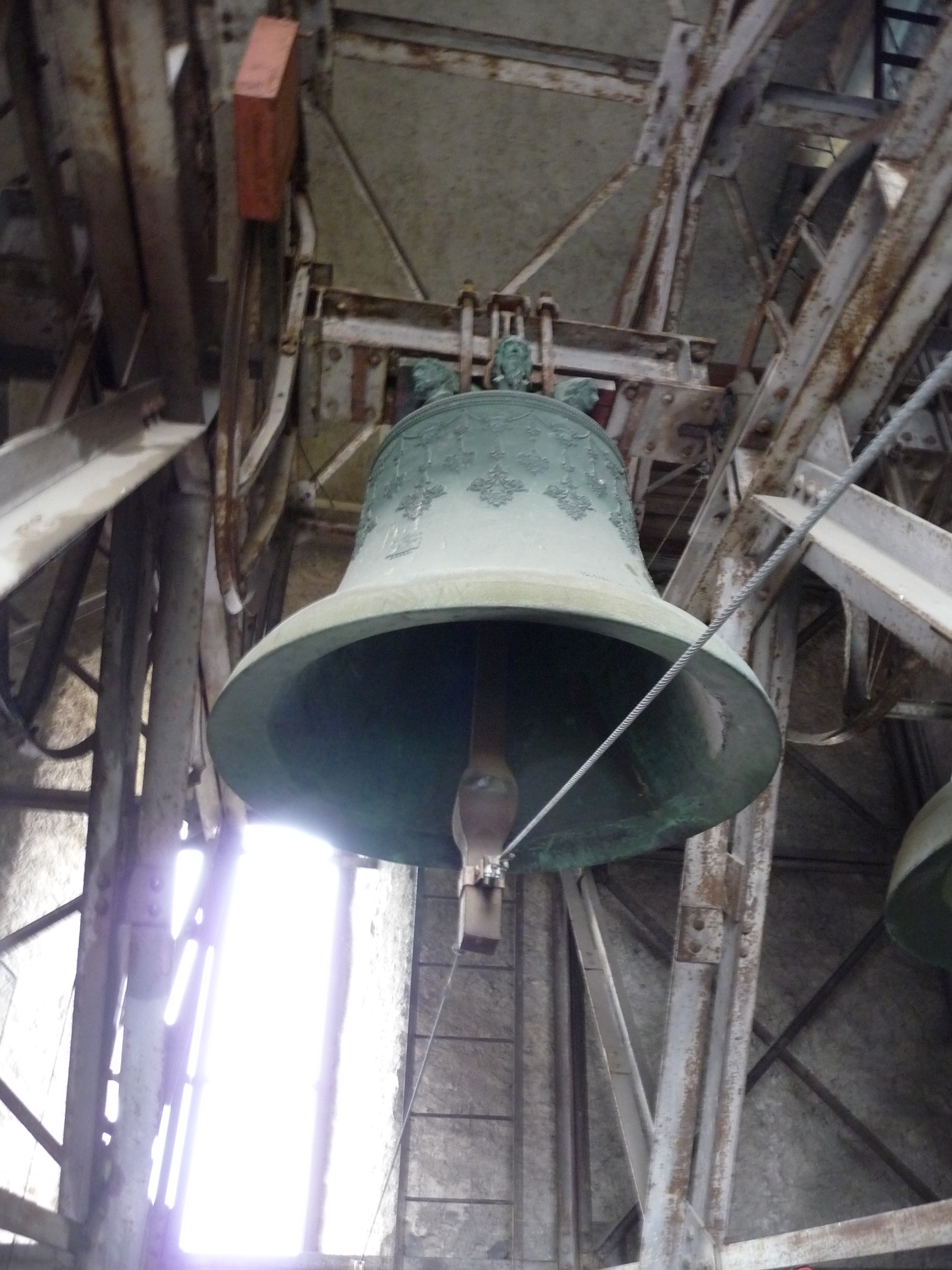
La campana Special